# 古今图书集成

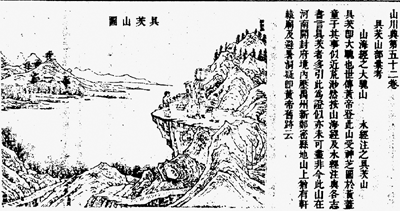
清雍正三年（1725年），陳夢雷與蔣廷錫《古今圖書集成·方輿彙編·山川典》第五十二卷具茨山部

《古今图书集成》，原名《古今圖書匯編》，又稱《欽定古今圖書集成》，是清康熙時期由福建侯官人陳夢雷所編輯的大型類書。
此書共有一萬卷，另目錄四十卷，分曆象、方輿、明論、博物、理學、經濟等六「彙編」、每編再分若干「典」，共三十二典，每典又分若干「部」，共6117部，每部酌情收錄匯考（按照時間排序的描述）、總論（權威但無法按年代排序的描述）、圖、表、列傳、藝文（詩詞，注重唐朝及以前的作品）、選句、紀事（不足以收入匯考中的歷史事件）、雜錄（因缺乏真實性、偏頗或是藝術性而排除在前幾項的其他內容）、外編（宗教或非正統哲學）等項。初版本分裝576函，有5020大冊（含目錄20冊），50多萬頁；共1.7億字，萬餘幅圖片，引用書目達六千多種。因《永樂大典》大多已燬，此書是現存最大部的類書。
陳夢雷在《松鶴山房集》卷二「進匯編啟」提到：「凡在六合之內，鉅細畢舉，其在十三經，二十一史者，隻字不遺。其在稗史子集者，亦只刪一二」，清代重臣張廷玉評價說：「自有書契以來，以一書貫串古今，包羅萬有，未有如我朝《古今圖書集成》者。」
多认为古今图书集成印制于武英殿；但据裴芹和苗日新考证，古今图书集成应是在熙春园（今清华大学内荒岛）上印制的。

## 編寫過程
康熙二十一年（1682年）陳夢雷因附逆罪流放奉天府。康熙三十七年（1698年）康熙皇帝東巡，他得以放還，侍奉三皇子誠親王胤祉讀書。康熙四十年（1701年）十月起，陳夢雷根據「協一堂」藏書和家藏一萬五千多卷典籍，「目營手檢，無間晨夕」，編纂《圖書彙編》一書。康熙四十五年（1706年）四月完成初稿，“先譽目錄、凡例為一冊上呈”。康熙御覽後認為尚需修訂增益，改賜書名《古今圖書集成》。
康熙六十一年（1722年）康熙逝世，誠親王胤祉失勢，陳因曾奉其侍讀而受到株連。雍正元年（1723年）一月，陳夢雷被流放黑龍江。同年雍正皇帝下令抹去陳夢雷編書之名，改命經筵講官、户部尚書蔣廷錫（1669年—1732年）重新排校《古今圖書集成》。此書於雍正四年（1726年）校成。

## 印刷版次與流傳
- 本書編成後，於雍正四至六年（1726年至1728年）由清內府用銅活字排印成64部（未計試印本樣本1套），稱「銅字版」，至今僅存十餘部，在北京中國國家圖書館與台北國立故宮博物院皆有藏。
- 光緒十年（1884年）起設立「圖書集成館」，以三號扁體字鉛印1500部，稱「鉛字本」或「扁字本」，四年後印齊。
- 光緒二十年（1894年）光緒帝令上海同文書局石印100部，稱「同文版」或「光緒版」。此版本附有清代龍繼棟所作《考證》24卷，訂正原書引文錯訛脫漏之處約2萬條，書籍用於清政府贈送外國或頒賞大臣，共耗白銀50萬兩。此版本因50套存書在上海倉庫失火焚毀，流傳稀少。另清末時期一整套索價白銀1萬兩。
- 民國23年（1934年）上海中華書局據康有為所藏雍正銅活字本影印之縮印線裝裝訂808冊（後8冊為考證），稱「中華版」，於1940年出齊，是迄今最通行之版本。
- 民國53年（1964年）9月，出版家蕭孟能主持的臺北文星書店投資新臺幣80萬元印製文星版本《古今圖書集成》，並精編索引與地圖集，共101冊（16開本），發行200套布面精裝，為迄今最完善之版本。
- 1986年起，中華書局與巴蜀書社合作，據中華書局縮印本重新影印並改裝為121冊，並新增《簡明索引》一冊。
- 1999年起該全書在台灣以雍正銅字版（書藏國立故宮博物院）為藍本製作電子化版本（由東吳大學中文系負責）出售。而相關書籍與研究論集亦隨之出版，如2001年11月出版之《古今圖書集成研究》、2006年11月出版之《古今圖書集成圖集》
- 2006年中國大陸齊魯書社與中國國家圖書館合作，把館藏雍正銅字版原大小影印，手工線裝出版50套，售價49萬圓人民幣。
- 2009年廣西大學古籍所建成《古今圖書集成》網絡版供所有人士免費使用。全書圖像來自對1934年中華書局武英殿影印本的掃描文件，使用索引是廣西大學古籍所自1984年編制的《古今圖書集成索引》：經歷了油印本（1984年，80萬字，三大本）、印刷本（中華書局與巴蜀書社出版）、電子版1.0版（1998年，1200萬字，金海灣電子音像出版社和廣西師範大學出版社聯合出版）、電子版2.0版（2007年，3800萬，光盤版，待出版；2009年網絡版）等四個階段。

## 目錄
| 六匯編   | 三十二典 | 六千一百一十七部 | 一萬卷 | 各部類目略要                                 |
| 歷象匯編 | 乾象典   | 21               | 100    | 天地、日月、星辰、風、雲、雨、火等           |
| 歷象匯編 | 歲功典   | 43               | 116    | 春、夏、秋、冬、寒暑、干支、晨昏晝夜等       |
| 歷象匯編 | 曆法典   | 6                | 140    | 曆法、儀象、漏刻、測量、算法、數目等         |
| 歷象匯編 | 庶徵典   | 51               | 188    | 天變、日異、風異、地異、雨災、豐歉等         |
| 方輿匯編 | 坤輿典   | 21               | 140    | 土、泥、石、水、泉、井、輿圖、建都等         |
| 方輿匯編 | 職方典   | 223              | 1544   | 京畿、清代各府建置沿革等                     |
| 方輿匯編 | 山川典   | 401              | 320    | 山、湖、海等                                 |
| 方輿匯編 | 邊裔典   | 542              | 140    | 朝鮮、日本、于闐、天竺、琉球等               |
| 明倫匯編 | 皇極典   | 31               | 300    | 君臣、帝紀、用人、聽言等                     |
| 明倫匯編 | 宮闈典   | 15               | 140    | 後妃、宮女、公主、駙馬等                     |
| 明倫匯編 | 官常典   | 65               | 800    | 翰林院、宗人府、將帥、節使等                 |
| 明倫匯編 | 家範典   | 31               | 116    | 祖孫、父母、兄弟、姐妹、滕妾、奴婢等         |
| 明倫匯編 | 交誼典   | 40               | 120    | 師友、師弟、朋友、請托、餞別等               |
| 明倫匯編 | 氏族典   | 2696             | 640    | 氏族總部一部，其餘多每姓一部，雜有多姓一部。 |
| 明倫匯編 | 人事典   | 97               | 112    | 耳、鼻、齒、手、歲數、稱號、喜怒等           |
| 明倫匯編 | 閨媛典   | 17               | 376    | 閨節、閨恨等                                 |
| 博物匯編 | 藝術典   | 43               | 824    | 農醫、占卜、星相、畫、奕棋、幻術等           |
| 博物匯編 | 神異典   | 70               | 320    | 神、鬼、釋教、道教、 異人、妖怪等            |
| 博物匯編 | 禽蟲典   | 317              | 192    | 鳥、獸、家畜、昆蟲等                         |
| 博物匯編 | 草目典   | 700              | 320    | 草、木、花、五穀、藥材等                     |
| 理學匯編 | 經籍典   | 66               | 500    | 經籍、史書、地志、諸子等                     |
| 理學匯編 | 學行典   | 97               | 300    | 理數、義利、廉恥、學問、讀書等               |
| 理學匯編 | 文學典   | 49               | 260    | 文體、詩賦、文學家列傳等                     |
| 理學匯編 | 字學典   | 24               | 160    | 音義、書法、文房四寶、雜器等                 |
| 經濟匯編 | 選舉典   | 29               | 136    | 學校、科舉、出身、吏員等                     |
| 經濟匯編 | 銓衡典   | 12               | 120    | 官制、祿制、升遷、罷免等                     |
| 經濟匯編 | 食貨典   | 83               | 360    | 戶口、田制、賦役、貨幣、飲食、布帛等         |
| 經濟匯編 | 禮儀典   | 70               | 348    | 禮樂、婚禮、喪葬 謚法等                      |
| 經濟匯編 | 樂律典   | 46               | 136    | 歌、舞、鍾、琴瑟等                           |
| 經濟匯編 | 戎政典   | 30               | 300    | 兵制、兵法、兵略及武器等                     |
| 經濟匯編 | 祥刑典   | 26               | 180    | 律令、審判、刑法、赦宥等                     |
| 經濟匯編 | 考工典   | 155              | 252    | 度量衡、城池、橋梁、宮殿、器物等             |

## 延伸阅读
[在维基数据编辑]
 在维基文库阅读本作品原文（ 在维基共享资源阅览影像）

## 外部連結
- 玄奘大學圖書館全球資訊網 古今圖書集成全文資料庫（页面存档备份，存于）

(註：連結疑似失效或安全性問題(https)，不易使用；待核對，20240725)